# Auto-Ordnance
De Amerikaanse Auto-Ordnance Corporation is gevestigd in West Hurley in de staat New York.
Deze firma is vooral bekend geworden door het Tompson machinepistool, de Tommy gun.